# Kandidaten
Kandidaten är en dansk långfilm från 2008.

## Handling
Försvarsadvokaten Jonas Bechmann lever ett normalt liv, tills han själv blir misstänkt för mord. Efter en natt på krogen hamnar han på ett hotellrum tillsammans med en ung och vacker kvinna. Nästa morgon vaknar han och ser kvinnan död på golvet, brutalt mördad och allt pekar på Jonas. 
Hans enda chans för att överleva är att fly från allt. Men snart upptäcker Jonas att han är fångad i ett spel av sanning och lögner, där gränsen mellan vad som är sant och falsk är tunn. Först då jakten visar spår tillbaka till hans fars mystiska död, inser Jonas att han bara har en väg ut: att bli dem, han jagar...

## Om filmen
Kandidaten vann två priser vid Robertgalan 2009.

## Rollista (i urval)
- Nikolaj Lie Kaas - Jonas Bechmann
- Ulf Pilgaard - Martin Schiller
- Laura Christensen - Louise
- Tuva Novotny - Camilla
- David Dencik - Michael
- Kim Bodnia - Claes Kiehlert
- Henning Jensen - Peter Bechmann
- Jesper Langberg - Jørgen Hammel
- Birgitte Hjort Sørensen - Sara